# Disqueratosis
En medicina, el término disqueratosis se utiliza para describir una alteración de la piel o los epitelios planos poliestratificados que consiste en una anomalía en el proceso de queratinización de las células, de tal forma que existen células que contienen queratina antes de alcanzar la madurez completa y llegar a las capas superficiales de la epidermis. Para observar esta alteración es preciso realizar un estudio histológico del tejido mediante un microscopio óptico.
La disqueratosis suele acompañarse de alteraciones de la cohesión entre las células que adoptan un aspecto redondeado y pierden las uniones que las adhieren a las circundantes (acantólisis). La disqueratosis no es una enfermedad en sí misma y puede presentarse en diferentes procesos que afectan a la piel, entre ellos la enfermedad de Darier (disqueratosis folicular), la queratosis actínica, el carcinoma espinocelular  y el síndrome de Zinsser-Cole-Engman (disqueratosis congénita).
La disqueratosis puede observarse en otros epitelios. Su existencia en las células escamosas del cuello del útero puede deberse a múltiples circunstancias ya que es un hallazgo inespecífico, entre ellas cualquier proceso inflamatorio local, infección vaginal o infección por el virus del papiloma humano.